# ベティー・ウィルソン
ベティー・ウィルソン（Bettie Wilson、1890年9月13日 - 2006年2月13日）は、当時世界でマリア・カポビージャ、エリザベス・ボールデンに次ぐ3番目、アメリカでは2番目の長寿者であった。
2006年2月13日、115歳153日で死去。